# The Second Annual Report
The Second Annual Report è il primo album in studio del gruppo industrial britannico Throbbing Gristle, pubblicato nel 1977. Il disco contiene anche brani live.

## Tracce
- Side A

1. Industrial Introduction – 1:03
2. Slug Bait – ICA (live) – 4:18
3. Slug Bait – Live at Southampton (live) – 2:43
4. Slug Bait – Live at Brighton (live) – 1:17
5. Maggot Death – Live at Rat Club (live) – 2:47
6. Maggot Death – Studio – 4:32
7. Maggot Death – Southampton (live) – 1:34
8. Maggot Death – Brighton (live) – 0:57

- Side B

1. After Cease to Exist – The Original Soundtrack of the Coum Transmissions Film – 20:16

## Formazione
- Genesis P-Orridge – basso, clarinetto, chitarra, voce, violino
- Chris Carter – sintetizzatori, programmazioni, altro
- Cosey Fanni Tutti – chitarra, voce
- Peter Christopherson – programmazioni, tromba, altro